# Jarmen (rod)
Jarmen (hrvatski nazivi: jarmen, antemis; narodni nazivi: oko volje, prstenak, raman, ramina, rimska kamilica; lat. Anthemis), rod od preko 160 vrsta jednogodišnjeg i dvogodišnjeg raslinja i trajnica iz porodice glavočika (Asteraceae).
Rod je raširen po cijeloj Europi, po zapadu Azije i dijelovima istočne i sjeverne Afrike. Neke vrste uvezene sui po drugim kontinentima. U Hrvatskoj raste poljski jarmen (A. arvensis), ušikasti jarmen (A. chia), smrdljivi jarmen (A. cotula), rutenski jarmen (A. ruthenica),  pustenasti jarmen (A. tomentosa).
Neke vrste još nose ime jarmen ali za njih je ustanovljeno da pripadaju rodu Cota, to su: visoki jarmen, austrijski jarmen, dalmatinski jarmen (C. dalmatica), Triumfettijev jarmen (C. triumfettii), usjevni jarmen (C. segetalis), bojadisarski jarmen (C. tinctoria)

## Vrste
1. Anthemis aaronsohnii Eig
2. Anthemis abrotanifolia (Willd.) Guss.
3. Anthemis abylaea (Font Quer & Maire) Oberpr.
4. Anthemis aciphylla Boiss.
5. Anthemis adonidifolia Kotschy
6. Anthemis aeolica Lojac.
7. Anthemis aetnensis Schouw
8. Anthemis alpestris (Hoffmanns. & Link) R. Fern.
9. Anthemis ammanthus Greuter
10. Anthemis ammophila Boiss.
11. Anthemis anthemiformis (Freyn & Sint.) Grierson
12. Anthemis arenicola Boiss.
13. Anthemis argyrophylla (Halácsy & Georgiev) Velen.
14. Anthemis arvensis L.
15. Anthemis atropatana Iranshahr
16. Anthemis auriculata Boiss.
17. Anthemis austroiranica Rech. fil.
18. Anthemis bornmuelleri Stoj. & Acht.
19. Anthemis bourgaei Boiss. & Reut.
20. Anthemis boveana J. Gay
21. Anthemis brachycarpa Eig
22. Anthemis brachystephana Bornm. & Gauba
23. Anthemis breviradiata Eig
24. Anthemis bushehrica Iranshahr
25. Anthemis candidissima Willd. ex Spreng.
26. Anthemis chia L.
27. Anthemis chrysantha Gay
28. Anthemis concolor Lojac.
29. Anthemis confusa Pomel
30. Anthemis cornucopiae Boiss.
31. Anthemis corymbulosa Boiss. & Hausskn.
32. Anthemis cotula L.
33. Anthemis cretica (L.) L.
34. Anthemis cuneata Hub.-Mor. & Reese
35. Anthemis cupaniana Tod. ex Nyman
36. Anthemis cyrenaica Coss.
37. Anthemis davisii Yavin
38. Anthemis deserti Boiss.
39. Anthemis deserticola Krasch. & Popov
40. Anthemis dicksoniae Ghafoor
41. Anthemis didymaea Mouterde
42. Anthemis edumea Eig
43. Anthemis ekicii Özbek, H. Duman & Aytac
44. Anthemis eliezrae Eig
45. Anthemis emasensis Eig
46. Anthemis fayedina Zareh
47. Anthemis filicaulis (Boiss. & Heldr.) Greuter
48. Anthemis fimbriata Boiss.
49. Anthemis freitagii Iranshahr
50. Anthemis fumariifolia Boiss.
51. Anthemis fungosa Boiss. & Hausskn.
52. Anthemis funkii (Sch. Bip. ex Willk.) Benedí
53. Anthemis gayana Boiss.
54. Anthemis gharbensis Oberpr.
55. Anthemis gilanica Bornm. & Gauba
56. Anthemis gillettii Iranshahr
57. Anthemis glaberrima (Rech. fil.) Greuter
58. Anthemis glareosa Durand & Barratte
59. Anthemis gracilis Iranshahr
60. Anthemis hamrinensis Iranshahr
61. Anthemis handel-mazzettii Eig
62. Anthemis haussknechtii Boiss. & Reut.
63. Anthemis hebronica Boiss. & Kotschy
64. Anthemis hemistephana Boiss.
65. Anthemis hermonis Eig
66. Anthemis hirtella C. Winkl.
67. Anthemis homalolepis Eig
68. Anthemis hyalina DC.
69. Anthemis hydruntina E. Groves
70. Anthemis indurata Delile
71. Anthemis iranica Parsa
72. Anthemis ismelia Lojac.
73. Anthemis jordanovii Stoj. & Acht.
74. Anthemis kandaharica Iranshahr
75. Anthemis karacae Güner
76. Anthemis kermanica Parsa
77. Anthemis kitaibelii Spreng.
78. Anthemis kotschyana Boiss.
79. Anthemis kruegeriana Pamp.
80. Anthemis laconica Franzén
81. Anthemis leptophylla Eig
82. Anthemis leucanthemifolia Boiss. & C. I. Blanche
83. Anthemis leucolepis Eig
84. Anthemis lithuanica (DC.) Besser ex Trautv.
85. Anthemis lorestanica Iranshahr
86. Anthemis macedonica Boiss. & Orph.
87. Anthemis macrotis (Rech. fil.) Oberpr. & Vogt
88. Anthemis maris-mortui Eig
89. Anthemis maritima L.
90. Anthemis marocana Batt. & Pit.
91. Anthemis mauritiana Maire & Sennen
92. Anthemis melampodina Delile
93. Anthemis melanacme Boiss. & Hausskn.
94. Anthemis melia Biel & Kit Tan
95. Anthemis micrantha Boiss. & Hausskn.
96. Anthemis microcephala (Schrenk) B. Fedtsch.
97. Anthemis microlepis Eig
98. Anthemis microsperma Boiss. & Kotschy
99. Anthemis mirheydari Iranshahr
100. Anthemis moghanica Iranshahr
101. Anthemis monilicostata Pomel
102. Anthemis muricata (DC.) Guss.
103. Anthemis nabataea Eig
104. Anthemis odontostephana Boiss.
105. Anthemis orbelica Pančić
106. Anthemis orientalis (L.) Degen
107. Anthemis parlatoreana Raimondo, Bajona, Spadaro & Di Grist.
108. Anthemis parnesia Boiss. & Heldr.
109. Anthemis parvifolia Eig
110. Anthemis patentissima Eig
111. Anthemis pauciloba Boiss.
112. Anthemis pedunculata Desf.
113. Anthemis persica Boiss.
114. Anthemis pignattiorum Guarino, Raimondo & Domina
115. Anthemis pindicola Heldr. ex Halácsy
116. Anthemis plebeia Boiss. & Noë
117. Anthemis plutonia Meikle
118. Anthemis pseudoabrotanifolia C. Brullo, Brullo & Giusso
119. Anthemis pseudocotula Boiss.
120. Anthemis pulvinata Brullo, Scelsi & Spamp.
121. Anthemis punctata Vahl
122. Anthemis pungens Yavin
123. Anthemis rascheyana Boiss.
124. Anthemis regis-borisii Stoj. & Acht.
125. Anthemis retusa Delile
126. Anthemis rhodensis Boiss.
127. Anthemis rhodocentra Iranshahr
128. Anthemis rigida (Sm.) Boiss. & Heldr.
129. Anthemis rosea Sm.
130. Anthemis rumelica (Velen.) Stoj. & Acht.
131. Anthemis ruthenica M. Bieb.
132. Anthemis samariensis Turland
133. Anthemis scariosa Banks & Sol.
134. Anthemis schizostephana Boiss. & Hausskn.
135. Anthemis scopulorum Rech. fil.
136. Anthemis scrobicularis Yavin
137. Anthemis secundiramea Biv.
138. Anthemis sheilae Ghafoor & Al-Turki
139. Anthemis sibthorpii Griseb.
140. Anthemis sintenisii Freyn
141. Anthemis spruneri Boiss. & Heldr.
142. Anthemis sterilis Steven
143. Anthemis stiparum Pomel
144. Anthemis susiana Nábelek
145. Anthemis taubertii Durand & Barratte
146. Anthemis tenuicarpa Eig
147. Anthemis tenuisecta Ball
148. Anthemis tigreensis J. Gay ex A. Rich.
149. Anthemis tomentella Greuter
150. Anthemis tomentosa L.
151. Anthemis tranzscheliana Fed.
152. Anthemis tricolor Boiss.
153. Anthemis tricornis Eig
154. Anthemis tripolitana Boiss. & C. I. Blanche
155. Anthemis tubicina Boiss. & Hausskn.
156. Anthemis ubensis Pomel
157. Anthemis virescens Velen.
158. Anthemis wallii Hub.-Mor. & Reese
159. Anthemis werneri Stoj. & Acht.
160. Anthemis wettsteiniana Hand.-Mazz.
161. Anthemis xylopoda O. Schwarz
162. Anthemis yemensis Podlech
163. Anthemis zaianica Oberpr.
164. Anthemis zoharyana Eig
165. Anthemis × adulterina Wallr. ex Hallier
166. Anthemis × bollei Asch. ex Nyman

## Vanjske poveznice
|  | Zajednički poslužitelj ima još gradiva o temi Anthemis |
|  | Wikivrste imaju podatke o taksonu Anthemis             |